# ジンバブエの紙幣

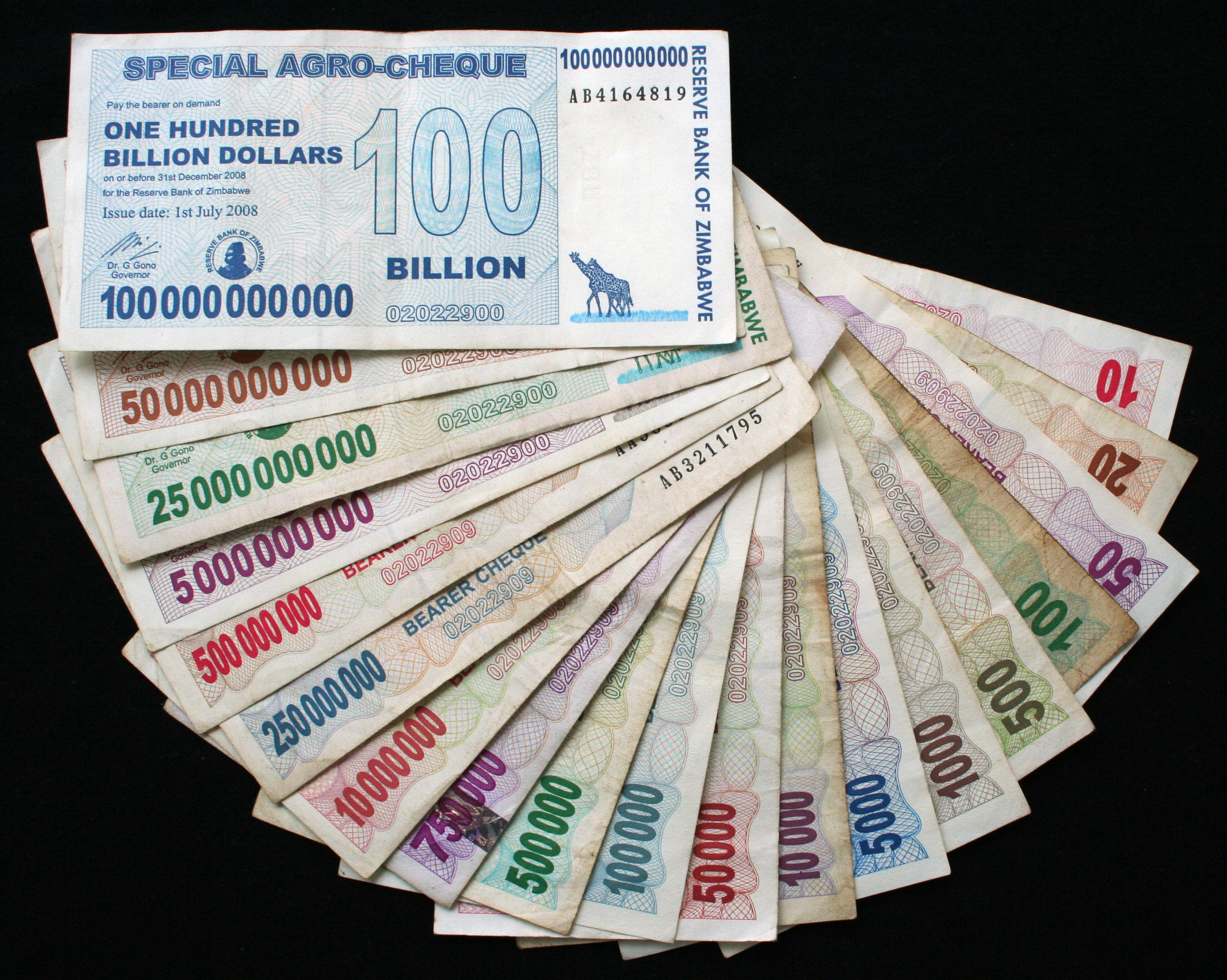
2008年のハイパーインフレーション時期に発行された紙幣。

ジンバブエの紙幣（ジンバブエのしへい）では、アフリカのジンバブエの中央銀行であるジンバブエ準備銀行が発行したジンバブエ・ドルと、RTGSドル紙幣について論述する。

## 概要
ジンバブエの紙幣が発行されたのは、1980年に建国された時である。1990年ごろまでは、経済的に安定していたことから、大きな変化は見られなかった。
なお、ジンバブエの紙幣の特徴としては、他の多くの国家とは違い、歴史上の偉人や国家元首などといった特定の人物が登場していないが、その代わり表面にバランスロックス（en:Balancing Rocks）という奇岩が必ず登場している。裏面にはジンバブエ国内のハラレやカリバダムの風景や動物などが描かれている。
ただし、後述のハイパーインフレーションによって、天文学的な額面の紙幣の発行とデノミネーションを繰り返していた。そのため2009年には90種類の紙幣が発行されたため、以前に発行された紙幣のデザインを印刷する色と、額面を変更したものが多くなっている。
以下、発行された紙幣シリーズについて解説する。

## 第一シリーズ
最初のジンバブエ・ドルは、1980年にローデシア・ドルに代わって導入された（ローデシア・ドルと等価交換）。21世紀初頭まで緩やかなインフレーションであった。しかしロバート・ムガベによる経済政策の失敗から、ハイパーインフレーションに見舞われた。

### 1980年-1994年

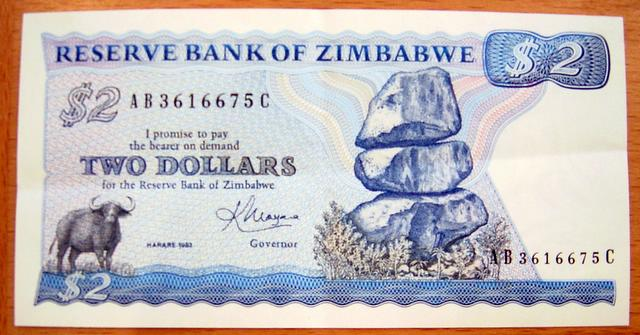
1980年に発行された2ドル紙幣

- 2ジンバブエ・ドル　1980-1984
- 5ジンバブエ・ドル　1980-1994
- 10ジンバブエ・ドル
- 20ジンバブエ・ドル

### 1994年-2003年
- 5ジンバブエ・ドル　1997
- 10ジンバブエ・ドル 1997
- 20ジンバブエ・ドル 1997
- 50ジンバブエ・ドル 1994
- 100ジンバブエ・ドル 1995
- 500ジンバブエ・ドル 2001
- 1000ジンバブエ・ドル 2003

### 2003年-2006年

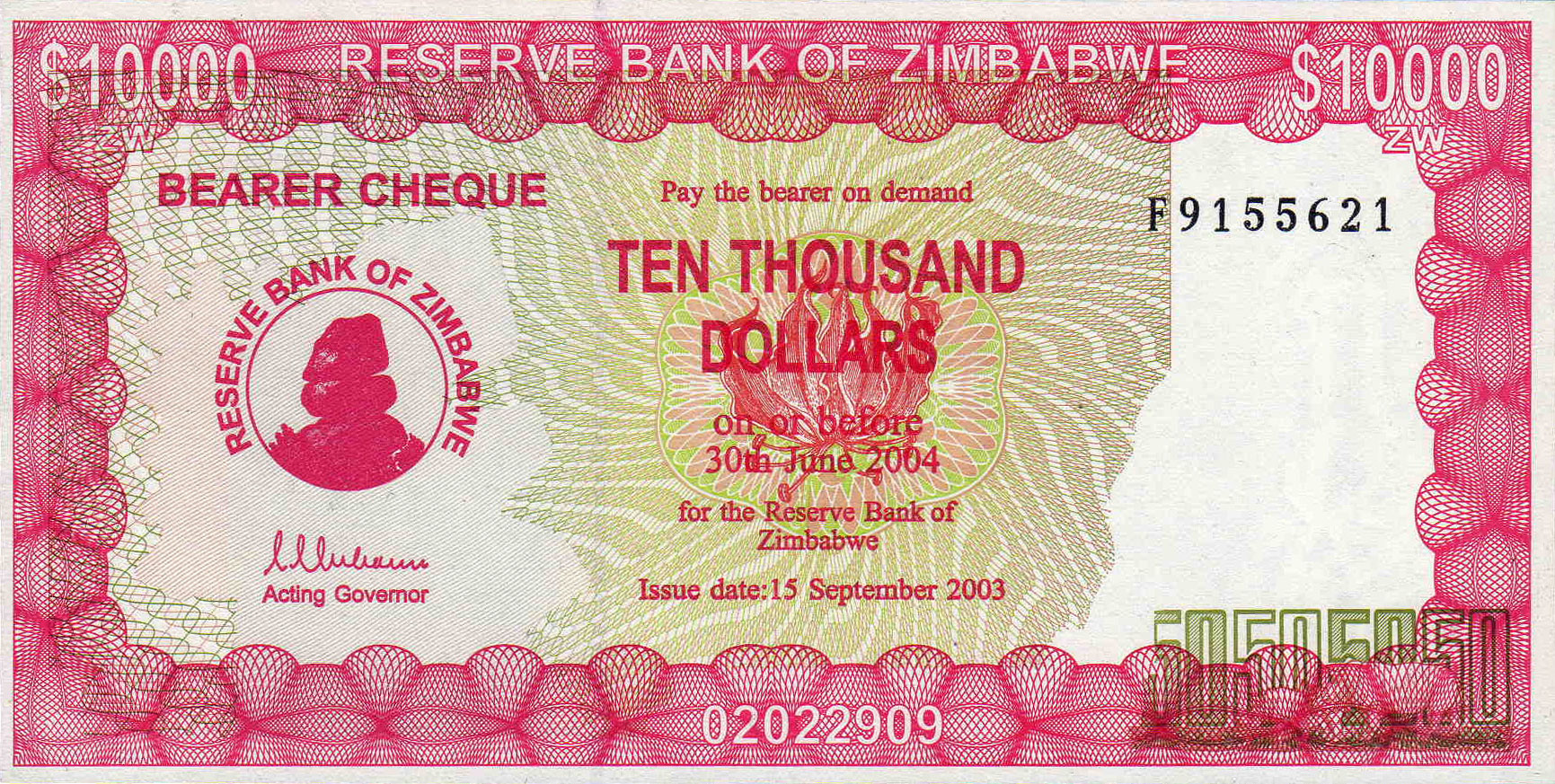
2003年に発行された10000ドル持参人払式小切手

2003年ごろからインフレーションが激しくなった為、紙幣に代わり持参人払式小切手を発行するようになった

## 第二シリーズ
2006年8月1日、デノミネーションが行われ、ジンバブエ・ドルは3桁切り捨てられた。
- 1セント
- 5セント
- 10セント
- 50セント
- 1ジンバブエ・ドル
- 5ジンバブエ・ドル
- 10ジンバブエ・ドル
- 20ジンバブエ・ドル
- 50ジンバブエ・ドル
- 100ジンバブエ・ドル
- 500ジンバブエ・ドル
- 1000ジンバブエ・ドル
- 5000ジンバブエ・ドル
- 10,000（1万）ジンバブエ・ドル
- 50,000（5万）ジンバブエ・ドル
- 100,000（10万）ジンバブエ・ドル
- 200,000（20万）ジンバブエ・ドル
- 250,000（25万）ジンバブエ・ドル
- 500,000（50万）ジンバブエ・ドル
- 750,000（75万）ジンバブエ・ドル
- 1,000,000（100万）ジンバブエ・ドル
- 5,000,000（500万）ジンバブエ・ドル
- 10,000,000（1000万）ジンバブエ・ドル
- 25,000,000（2500万）ジンバブエ・ドル
- 50,000,000（5000万）ジンバブエ・ドル
- 100,000,000（1億）ジンバブエ・ドル
- 250,000,000（2.5億）ジンバブエ・ドル
- 500,000,000（5億）ジンバブエ・ドル
- 5,000,000,000（50億）ジンバブエ・ドル
- 25,000,000,000（250億）ジンバブエ・ドル
- 50,000,000,000（500億）ジンバブエ・ドル
- 100,000,000,000（1000億）ジンバブエ・ドル

## 第三シリーズ

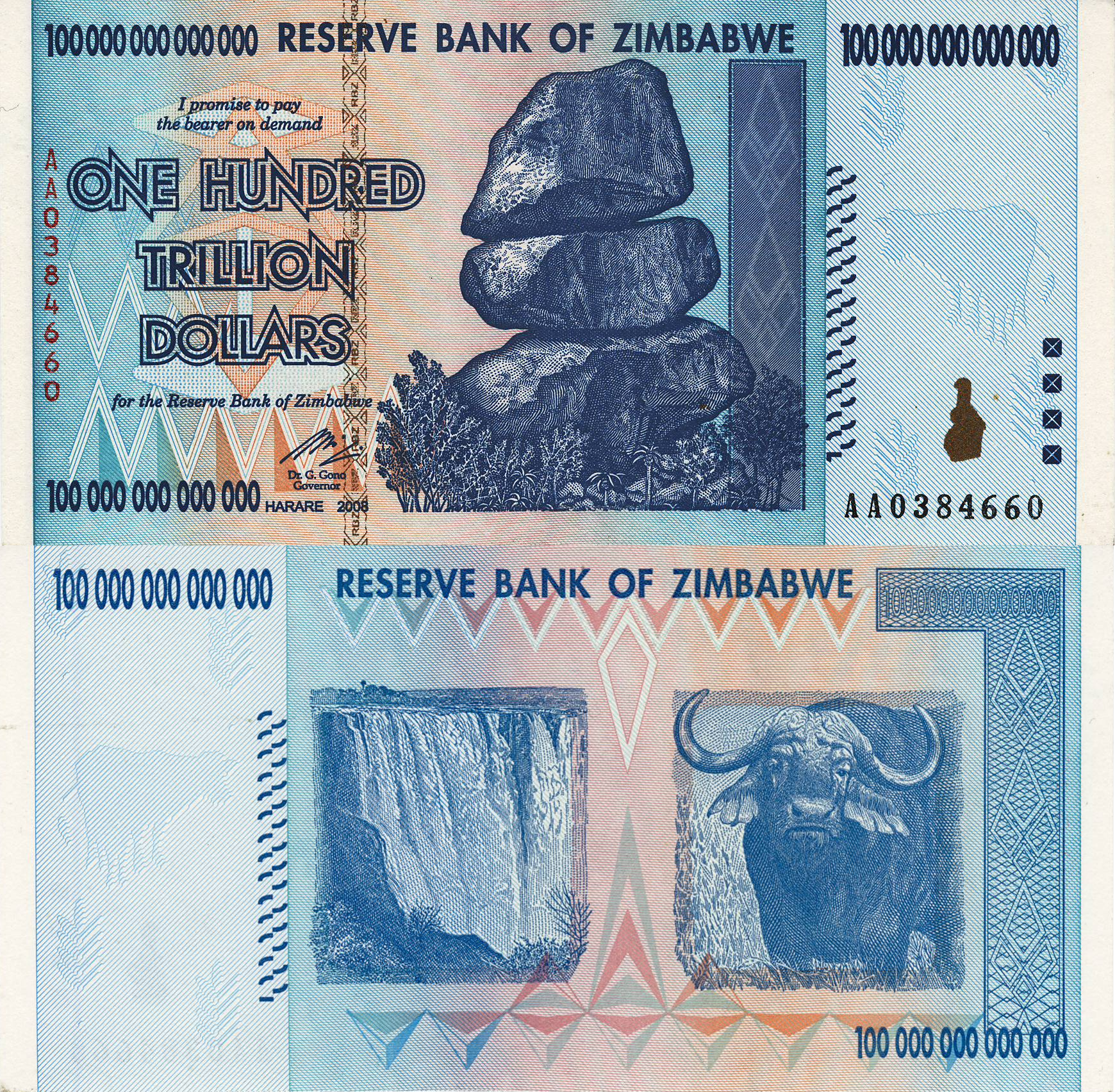
100兆ジンバブエ・ドル紙幣

2008年8月1日、再びデノミネーションが行われ、ジンバブエ・ドルは10桁切り捨てられた。しかし、紙幣供給量が過剰であったことから、最終的には世界中の国家で初となる『100兆ドル紙幣』という、天文学的数字となる紙幣が発行された。
これに対して「1セントから100兆ジンバブエ・ドルまでの幅広い額面の銀行券を印刷させることによって、非常に大きな数字にも対応できるようになるための、簡単で毎日できるトレーニング法を国民に与えたこと」を理由に、ジンバブエ準備銀行の総裁のゴノは、2009年にイグノーベル賞を受賞した。また2015年から2017年まではイグノーベル賞受賞者への「賞金」として10兆ジンバブエ・ドル紙幣が授与されていた。
なお、100兆ドル紙幣は、日本国内では独立行政法人の国立印刷局が運営するお札と切手の博物館にて、実物が展示されている。
- 1ジンバブエ・ドル
- 5ジンバブエ・ドル
- 10ジンバブエ・ドル
- 20ジンバブエ・ドル
- 50ジンバブエ・ドル
- 100ジンバブエ・ドル
- 500ジンバブエ・ドル
- 1000ジンバブエ・ドル
- 5000ジンバブエ・ドル
- 10,000（1万）ジンバブエ・ドル
- 20,000（2万）ジンバブエ・ドル
- 50,000（5万）ジンバブエ・ドル
- 100,000（10万）ジンバブエ・ドル
- 500,000（50万）ジンバブエ・ドル
- 1,000,000（100万）ジンバブエ・ドル
- 10,000,000（1,000万）ジンバブエ・ドル
- 50,000,000（5,000万）ジンバブエ・ドル
- 100,000,000（1億）ジンバブエ・ドル
- 200,000,000（2億）ジンバブエ・ドル
- 500,000,000（5億）ジンバブエ・ドル
- 1,000,000,000（10億）ジンバブエ・ドル
- 5,000,000,000（50億）ジンバブエ・ドル
- 10,000,000,000（100億）ジンバブエ・ドル
- 20,000,000,000（200億）ジンバブエ・ドル
- 50,000,000,000（500億）ジンバブエ・ドル
- 10,000,000,000,000（10兆）ジンバブエ・ドル
- 20,000,000,000,000（20兆）ジンバブエ・ドル
- 50,000,000,000,000（50兆）ジンバブエ・ドル
- 100,000,000,000,000（100兆）ジンバブエ・ドル

## 第四シリーズ
2009年2月2日、1兆ジンバブエ・ドルが「新1ジンバブエ・ドル」になる、12桁のデノミネーションを実施した。2009年12月現在、実際には市場に流通していない。ジンバブエ中央銀行総裁は2009年11月、マスメディアに対して「ジンバブエの経済成長率が年7％を超えない限り、ジンバブエ・ドルは再導入しない」と、自国通貨を放棄する事を表明した。
- 1ジンバブエ・ドル
- 5ジンバブエ・ドル
- 10ジンバブエ・ドル
- 20ジンバブエ・ドル
- 50ジンバブエ・ドル
- 100ジンバブエ・ドル
- 500ジンバブエ・ドル

## ボンドノート
2016年11月から、数年ほど暫定的に代理通貨ボンドノートを発行したが成功しなかった。

## RTGSドル
詳細は「RTGSドル」を参照
2020年現在の通貨である。だが、こちらも大規模なインフレーションが続いている。

## トリビア
ジンバブエ・ドルは凄まじいハイパーインフレーションの最中であっても、その紙幣は少なくとも2008年9月頃までは印刷物としては高品質を保っていた。特に2008年8月1日のデノミネーション直後の1〜20ドル紙幣には透かしやセキュリティスレッド、潜像やマイクロ文字、100〜1000ドル紙幣にはそれに加えてホログラムや光学的変化インク、パールインキなどの世界的に通用するレベルの偽造防止処理が施されていた。
これはユーロ紙幣を始めとした各国の通貨の印刷を請け負っている、ドイツの紙幣印刷会社であるギーゼッケ アンド デブリエント（以下『G&D』）が紙幣を製造していたためである。途上国が自国紙幣の製造・印刷を他国企業に委託することは世界的には珍しくなく、ジンバブエも外国の紙幣印刷会社であるG&Dに依頼していた。ただジンバブエ政府は毎週50万ユーロ超を紙幣の印刷費として支出しており、貴重な外貨収入のかなりの額が紙幣の印刷代に消えていたことになる。過去にはG&Dへの支払いが滞ったため、紙幣発行が遅れたこともある。
2008年にドイツ連邦政府がロバート・ムガベによる独裁政権の経済支援になるという理由で紙幣の印刷請負を断るように要請し、7月1日を以ってジンバブエ・ドル紙幣の製造と輸出を停止した。その影響か、9月30日発行の2万ドル紙幣から紙質と印刷品質が著しく悪化し、偽造防止処理もパールインキと額面の合わせ模様以外全て省略されていた。
なお、ジンバブエ・ドルの廃止によって通貨としての価値を失ったジンバブエ・ドル紙幣（特に第三シリーズ）はその凄まじい桁の額面から蒐集家からの人気が高く、特に額面の0が省略されていない紙幣の中で世界最高額面であり、尚且つ発行期間が非常に短かった為にそのほとんどが未使用品である100兆ジンバブエ・ドル紙幣は現在でも古銭市場で（通貨価値を無視して）高値で取引される程である。そうした人気から100兆ジンバブエ・ドル紙幣を精巧に模した蒐集家向けの偽札や、額面を京や垓、センティリオン、果ては「100 Yottalilion」（100×10300000000000000000000003＝100×103×1023＋3、正規化すると1×10300000000000000000000005＝1×103×1023＋5）のような巨大数などの更に巨大な額に書き換えたジョークグッズも数多く出回っており、その為ジンバブエ・ドル紙幣を取り扱う古銭商の中にはジンバブエ・ドル紙幣の真贋鑑定と証明書の発行を行う業者も存在する。